# Catalán-valenciano-balear
El término Catalán-valenciano-balear (català-valencià-balear en catalán) es un glotónimo alternativo que hace referencia al sistema lingüístico compartido entre los territorios de Andorra, Cataluña, Comunidad Valenciana, Islas Baleares, Rosellón, la franja oriental de Aragón, El Carche y la ciudad sarda de Alguer, donde las únicas denominaciones oficiales para dicho idioma son las de valenciano y catalán. Josep Calveras (ca) la usó por primera vez en 1925, en su obra La reconstrucció del llenguatge literari català:
«Català-valencià-balear' seria el [nom] propi i a tothom acontentaria, si no fos que és massa llarg, i que de fet els filòlegs [...] han pres el costum de dir-ne breument: llengua catalana.»
(Catalán-valenciano-balear' seria el [nombre] propio y a todos contentaría, si no fuera porque es demasiado largo, y que de hecho los filólogos [...] han tomado la costumbre de llamarlo simplemente: lengua catalana.)
No obstante, en determinados ámbitos, así como popular, histórica y oficialmente en la Comunidad Valenciana, recibe el nombre de idioma valenciano. Esta situación, tanto la referente a la denominación como la de pertenencia a un mismo sistema lingüístico, es recogida por la Academia Valenciana de la Lengua (AVL), institución de esta comunidad autónoma. 
En 1963 se terminó la publicación (preparada desde el año 1900 e iniciada en 1926) del monumental Diccionari català-valencià-balear obra de Antoni Maria Alcover i Sureda y Francesc de Borja Moll que está considerado uno de los mejores diccionarios de este idioma.
Actualmente la base de datos Ethnologue utiliza este término (entre otros) para referirse al catalán.